# 도곡동
도곡동(道谷洞)은 대한민국 서울특별시 강남구에 있는 법정동이다. 도곡1동과 도곡2동이 법정동인 도곡동을 관할하고 있다. 도곡1동과 도곡2동의 주변에는 동쪽부터 시계방향으로 대치1동, 개포2동, 개포1동, 개포4동, 서초구 양재1동, 서초2동, 강남구 역삼1동, 역삼2동, 대치4동이 접하고 있다.

## 개요
도곡동의 동명 유래는 이 마을 뒤에 매봉산이 둘러 있고 물 아래쪽 산부리에 돌이 많이 박혀 있으므로 ‘독부리’라 하던 것이 변하여 ‘독구리’, ‘독골’이 되어 ‘도곡’이라 명명하였다. 조선시대 말기까지는 경기도 광주군 언주면 양재리였다. 일제 때인 1914년 3월 1일 경기도 구역 획정이 있었는데 이 때 독골, 양재리를 합쳐 양재리라 하였다.
이후 변동 없이 내려오다가 1962년 12월 12일 서울특별시 성동구에 편입되었고, 1963년 1월 1일 옛 이름 ‘독골’을 되찾아 도곡동이 되었다. 1975년 10월 1일에 신설된 강남구 관할로 바뀌었고, 1988년 1월 1일에 신설된 서초구 관할이 되었다가 이듬해인 1989년 1월 1일에 강남구 관할로 돌아오면서 도곡1동과 2동으로 분동되었다.

## 행정 구역
| 법정동 | 행정동  |
| ------ | ------- |
| 도곡동 | 도곡1동 |
| 도곡동 | 도곡2동 |

## 교육

### 도곡1동
- 서울언주초등학교
- 도곡중학교
- 은성중학교
- 은광여자고등학교

### 도곡2동
- 서울대도초등학교
- 대치중학교
- 숙명여자중학교
- 숙명여자고등학교
- 중앙대학교 사범대학 부속고등학교

## 주거 시설
| 단지명            | 건설사                         | 시행사                                | 주소                 | 입주               | 비고                          |
| ----------------- | ------------------------------ | ------------------------------------- | -------------------- | ------------------ | ----------------------------- |
| 도곡 삼성래미안   | 삼성물산㈜ 건설부문            |                                       | 강남구 언주로 202    | 2001년 10월        | 도곡주공 3-1단지(고층) 재건축 |
| 래미안 도곡카운티 | 삼성물산㈜ 건설부문            |                                       | 강남구 도곡로 320    | 2013년 2월         | 진달래1차 재건축              |
| 래미안 레벤투스   | 삼성물산㈜ 건설부문            | 도곡삼호아파트 주택재건축정비사업조합 | 강남구 도곡로 242    | 2026년 10월 (예정) | 도곡삼호 재건축               |
| 도곡렉슬          | 현대건설 지에스건설㈜ 쌍용건설 | 도곡동제1차아파트 재건축조합          | 강남구 선릉로 221    | 2006년 2월         | 도곡주공 1단지 재건축         |
| 도곡1차 아이파크  | 현대산업개발                   | 도곡서린아파트 재건축조합             | 강남구 도곡로28길 8  | 2007년 3월         | 도곡서린 재건축               |
| 도곡3차 아이파크  | 현대산업개발                   |                                       | 강남구 도곡로14길 21 | 2007년 7월         | 도곡현대연립 재건축           |

## 철도
- 수인분당선 도곡역 (도곡2동), 한티역 (도곡2동과 인접)
- 서울 지하철 3호선 매봉역 (도곡1동), 도곡역 (도곡2동), 양재역 (도곡1동과 인접)

## 같이 보기
- 양재천
- 삼성 타워팰리스